# Hefty Fine
Hefty Fine é o quarto álbum de estúdio da banda Bloodhound Gang, foi lançado em 2005, tendo sido adiado o seu lançamento por diversas vezes.

## Faixas
1. "Strictly for the Tardcore" – 0:09
2. "Balls Out" (Franks/Jimmy Pop & Stigliano/Lüpüs Thunder) – 4:19
3. "Foxtrot Uniform Charlie Kilo" (Franks/Jimmy Pop & Hennegan/Evil Jared) – 2:53
4. "I'm the Least You Could Do" – 3:58
5. "Farting With a Walkman On" – 3:26
6. "Diarrhea Runs in the Family" – 0:24
7. "Ralph Wiggum" – 2:52
8. "Something Diabolical" (Franks/Jimmy Pop & Dean/D.J Q-Ball)(Ft. Ville Valo) – 5:10
9. "Overheard in a Wawa Parking Lot" – 0:04
10. "Pennsylvania" – 2:57
11. "Uhn Tiss Uhn Tiss Uhn Tiss" (Ft. Natasha Thorp) – 4:20
12. "Jackass" - 2:26
13. "No Hard Feelings"/"Hefty Fine" - 9:14